# Allendesalazaria nymphoides
Allendesalazaria nymphoides là một loài bọ cánh cứng trong họ Meloidae. Loài này được Martinez de la Escalera miêu tả khoa học năm 1910.